# 白雪大戲院
白雪大戲院，位於台灣台北市西門町的電影院，1976年開幕，是台北市最後一家以播放R片為主的戲院，2012年結束營業。

## 歷史
白雪大戲院於1976年底開始營業，開幕之初極受歡迎。1990年代，因附近商圈没落，白雪大戲院改成以播放R片為主。2007年4月19日，白雪大戲院被台北市議員舉發公開播放三點全露之影片；同日，臺北市政府警察局萬華分局喬裝消費者購票進場蒐證，證實白雪大戲院播放的是夜市買的露三點寫真DVD-Video，將經營者黃秋男依《中華民國刑法》「妨害風化罪」、《廣播電視法》移送法辦。2012年6月底，因經營困難，黃秋男決定白雪大戲院歇業，原址出售。之後，黃秋男改在其他地方播放二輪片或R片，服務不會使用電腦的高齡觀眾。